# خورشید آرزو
خورشید آرزو نام یکی از آلبوم‌های همایون شجریان است که در سال ۱۳۸۷ با آهنگسازی سعید فرج‌پوری در دستگاه بیات اصفهان منتشر شد.

## مشخصات کلی
- نوازندگان: سعید فرج‌پوری، بهنام سامانی، حمید متبسم، حسین بهروزی‌نیا، پژمان حدادی
- ناشر: دل آواز ترانه‌سرا: فریدون مشیری، عطار نیشابوری، فخرالدین عراقی، حافظ، سیاوش کسرایی، ملک‌الشعرای بهار
- آهنگ‌ساز: سعید فرج‌پوری، همایون شجریان، مرتضی نی‌داود

| قطعه       | نام                  | آهنگساز        | ترانه‌سرا         | مدت   |
| ---------- | -------------------- | -------------- | ---------------- | ----- |
| قطعه اول   | اشتیاق               | سعید فرجپوری   |                  | ۰۶:۰۰ |
| قطعه دوم   | آواز «خورشید آرزو»   | همایون شجریان  | فریدون مشیری     | ۱۲:۳۲ |
| قطعه سوم   | تصنیف «چین زلف»      | سعید فرجپوری   | عطار نیشابوری    | ۰۶:۵۳ |
| قطعه چهارم | ساز و آواز «عشق پاک» | سعید فرجپوری   | فریدون مشیری     | ۰۷:۲۴ |
| قطعه پنجم  | تصنیف «اسرار عشق»    | سعید فرجپوری   | حافظ             | ۰۷:۱۸ |
| قطعه ششم   | ساز و آواز «دل‌شُده»   | سعید فرجپوری   | عراقی            | ۰۶:۰۵ |
| قطعه هفتم  | تصنیف «وطن»          | سعید فرجپوری   | سیاوش کسرائی     | ۰۸:۵۹ |
| قطعه هشتم  | تصنیف «مرغ سحر»      | مرتضی نی داوود | ملک الشعرای بهار | ۰۴:۱۴ |